# Protostropharia
Protostropharia — рід грибів родини Strophariaceae. Назва вперше опублікована 2013 року.

## Галерея

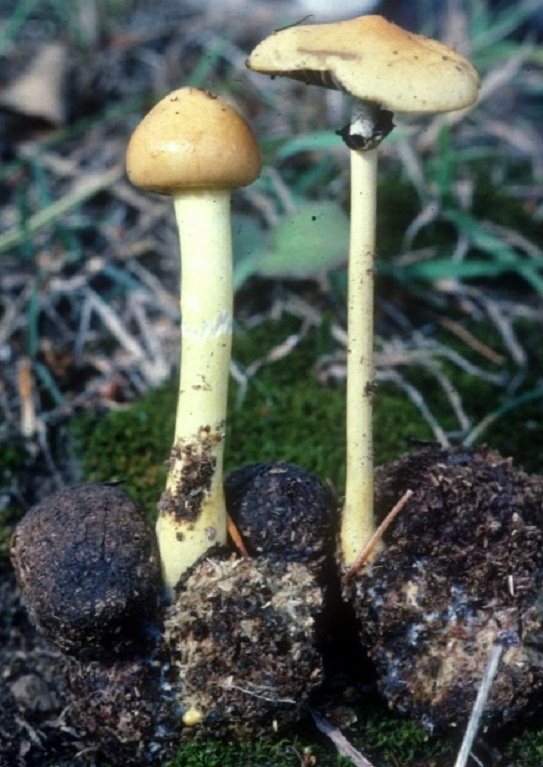
Protostropharia alcis
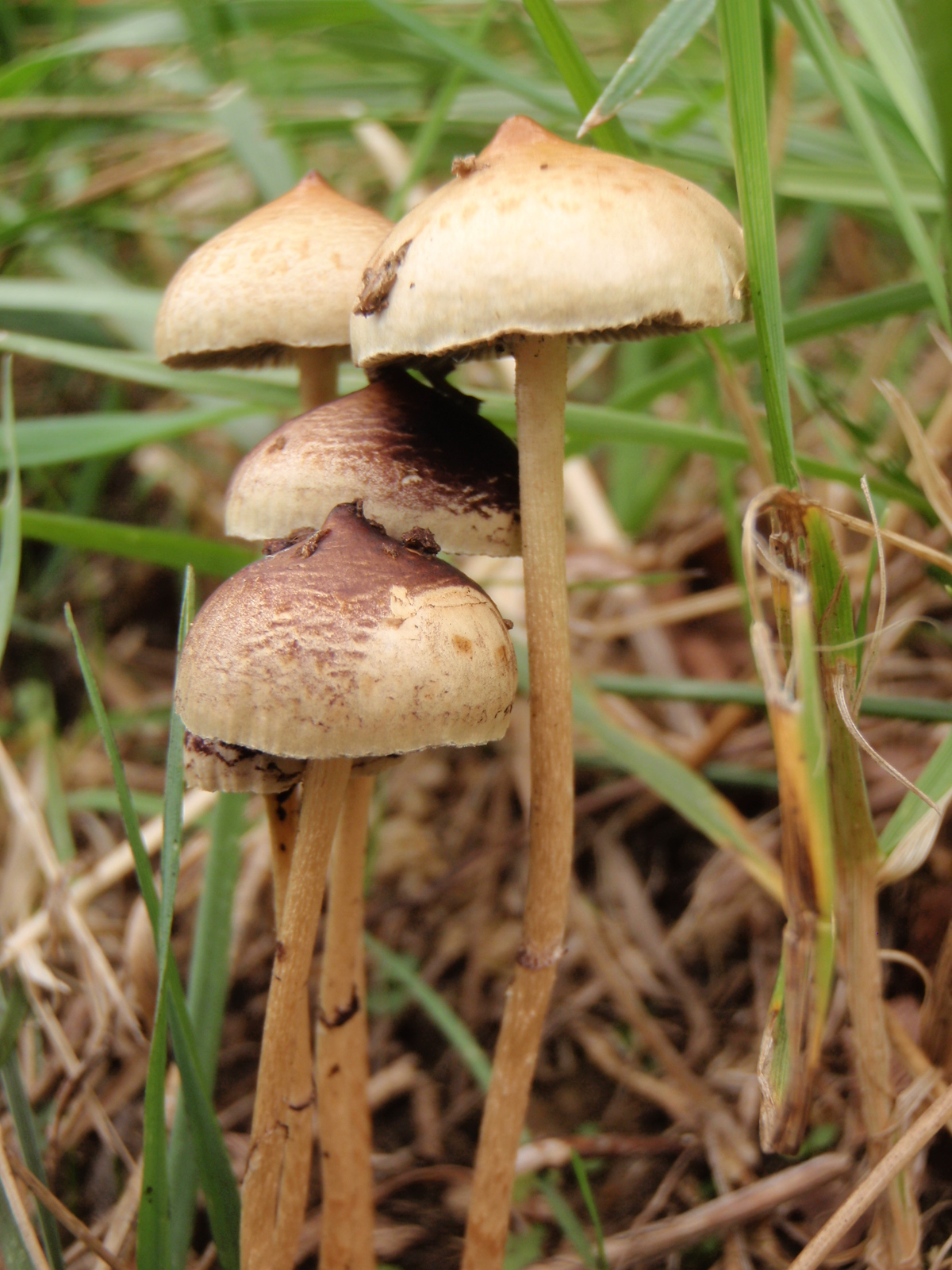
Protostropharia luteonitens
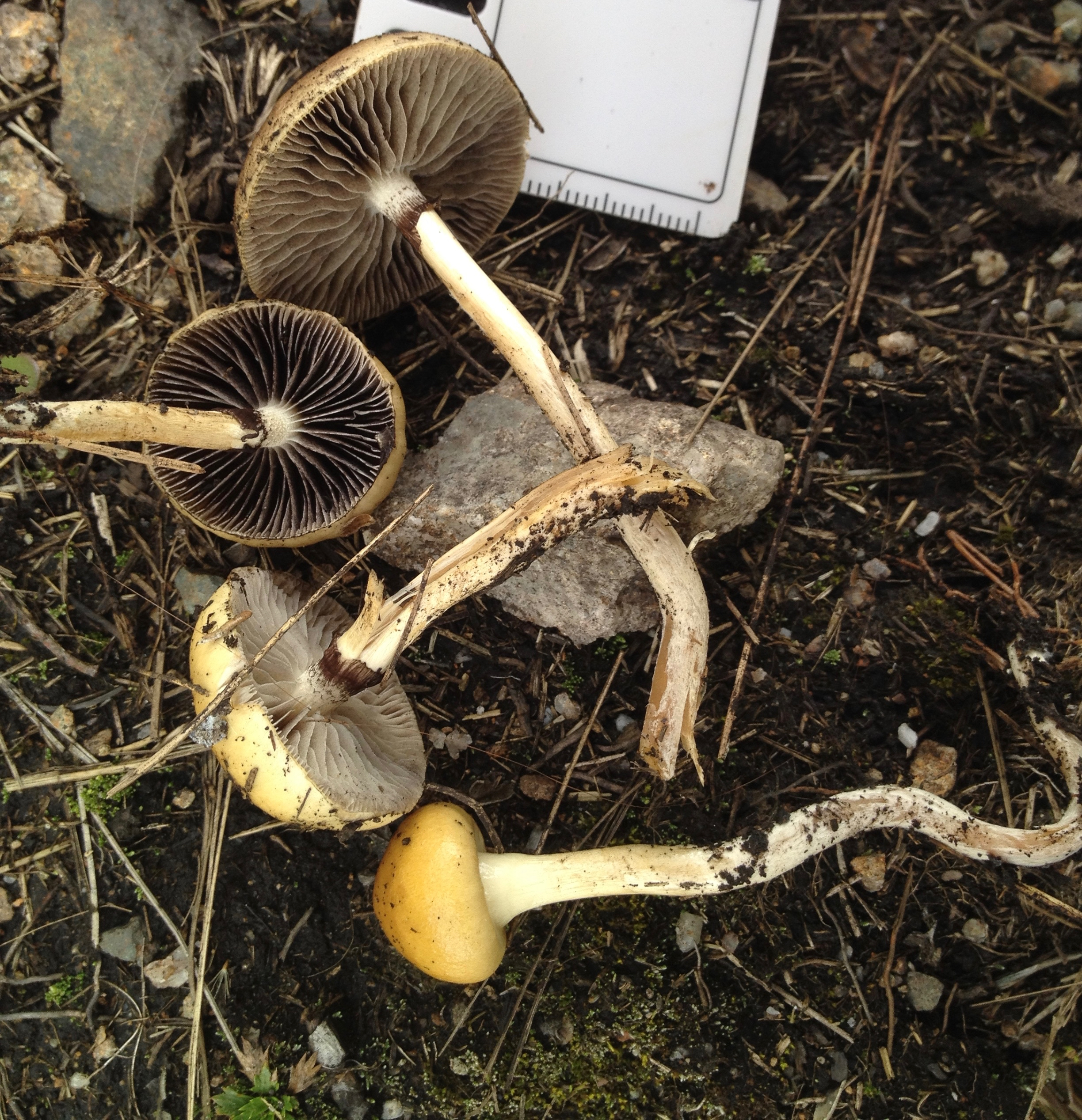
Protostropharia semiglobata